# Пфицер, Пауль
Пауль Ахатиус фон Пфицер (12 сентября 1801, Штутгарт — 30 июля 1867, Тюбинген) — германский публицист, политик, журналист, юрист и философ

, брат поэта Густава Пфицера.

## Биография
С 1807 по 1819 год учился в штутгартской гимназии, затем изучал право в Тюбингенском университете, где также слушал лекции по философии и естественным наукам. 
С 1823 по 1826 год работал секретарём в вюртембергском министерстве внутренних дел; затем сдал квалификационный экзамен и стал юстиц-асессором и позже оберюстиц-асессором в Тюбингене, однако в 1831 году был уволен с государственной службы за сочинение «Briefwechsel zweier Deutschen» (Штутгарт, 1831; 2-е издание — 1832), в котором он проповедовал присоединение к Пруссии как единственную надежду немецкой нации; работал адвокатом и научным журналистом. 
В конце 1831 года Пауль Пфицер был избран членом второй палаты; позже был председателем торгового суда в Штутгарте. В 1833 году был избран от Тюбингена в ландтаг Вюртемберга, где заседал до 1838 года и был одним из лидеров оппозиции; 1846 году занял должность помощника мэра города. В 1848 году был в мартовском кабинете министром школ и церкви (с 9 марта по 13 августа), но по болезни вышел из состава кабинета. С 1851 по 1858 год был придворным советником в Тюбингене, затем вышел в отставку по состоянию здоровья. В 1864 году был награждён Орденом вюртембергской короны.
Сочинения Пфицера, по мнению ЭСБЕ, отличались «изяществом изложения и сильной диалектикой». Наиболее известные работы: «Gedanken über das Ziel und die Aufgaben des deutschen Liberalismus» (Тюбинген, 1832); «Ueber die Entwickelung des öffentlichen Rechts in Deutschland» (Штутгарт, 1835); «Das Recht des Steuerverwilligung» (там же, 1839), «Gedanken über Recht, Staat und Kirche» (сборник публицистических и философских статей, Штутгарт, 1842), «Zur deutschen Verfassungsfrage» (там же, 1862).